# Bourse (stanice metra v Paříži)
Bourse je nepřestupní stanice pařížského metra na lince 3 ve 2. obvodu v Paříži. Nachází se pod náměstím Place de la Bourse.

## Historie
Stanice byla otevřena 19. října 1904 jako součást prvního úseku linky.

## Název
Jméno stanice - Burza - je odvozeno od Pařížské burzy (Bourse de Paris), jejíž budova se nachází v bezprostřední blízkosti.

## Zajímavosti v okolí
- Bourse de Paris
- Původní budova Bibliothèque nationale de France
- Sídlo Francouzské tiskové agentury (Agence France-Presse)